# Rājgurunagar
Rājgurunagar är en ort i Indien.   Den ligger i distriktet Pune och delstaten Maharashtra, i den sydvästra delen av landet, 1 100 km söder om huvudstaden New Delhi. Rājgurunagar ligger 626 meter över havet och antalet invånare är 18 846.
Terrängen runt Rājgurunagar är lite kuperad. Runt Rājgurunagar är det tätbefolkat, med 266 invånare per kvadratkilometer. Närmaste större samhälle är Chākan, 12,4 km söder om Rājgurunagar. Trakten runt Rājgurunagar består till största delen av jordbruksmark.